# Christoph Langen
Christoph Langen (n. 27 martie 1962, Köln, RFG) este un bober ce a reprezentat Germania, medaliat olimpic. A participat la 4 ediții ale Jocurilor Olimpice (1988, 1992, 1998, 2002) în care a câștigat două medalii de aur și două medalii de bronz.